# 西風勲
西風 勲（にしかぜ いさお、1926年12月2日 - 2023年5月16日）は、日本の政治家、社会運動家。元衆議院議員（1期）。関西大学卒業。

## 人物
父・金之助は鉄工所勤務から1947年の第一回統一地方選挙で大阪市議会議員に当選（日本社会党→右派社会党→日本社会党→民主社会党→日本社会党）、7期務めた。
勲は1926年（大正15年）に大阪府で生まれ、大阪貿易学院を卒業。1950年代から大阪を基盤に社会党青年部で活動し、左派社会党青年部時代は社会主義協会色の強い左社綱領草案に反対し清水私案支持で論陣を張った。1954年（昭和29年）左派社会党本部青年部長に当選し上京、両社合同に二年遅れて青年部が統一すると、本部青年部長に選出される。1956年（昭和31年）日本社会党中央執行委員（専従）に選出される。
1960年（昭和35年）日本社会主義青年同盟（社青同）創立にあたって初代委員長に選出される。1962年（昭和37年）社青同第三回大会で社青同引退。1967年（昭和42年）1月の第31回衆議院議員総選挙に、野原覚の地盤を引き継いで旧大阪1区より衆議院議員に当選。1969年（昭和44年）総選挙で落選し、以後も立候補を続けるが当選することはなかった。社会党内では江田派に属し、1977年江田三郎の社会党離党で江田と行動を共にし、社会市民連合を経て社会民主連合に参加、社民連中央財政委員長、大阪社民連委員長などを務める。1983年参院選で新自由クラブとの統一名簿「新自由クラブ民主連合」で比例区第7位に登載されるが落選、1992年参院選でも社民連の比例区第2位に登載されるも当選には至らなかった。
1994年社民連解散後は、西風勲政治経済研究所を拠点に社会党時代の人脈を生かして大阪で活動を続けた。
2022年9月3日、東京で開催された社青同結成60周年レセプション（コロナ禍で二年延期して開催）にメッセージを寄せ、「かつては社青同の中でも卒業後も、ずいぶんケンカをしました。当時は対立を当然と思っていましたが、今思うとそんなに違っていなかったし、対立する必要もなかったのでは、と思います。」と述べた。
2023年5月16日、96歳で逝去。